# Odrowąż (Opole)
Pour les articles homonymes, voir Odrowąż.
Odrowąż est une localité polonaise de la gmina de Gogolin, située dans le powiat de Krapkowice en voïvodie d'Opole.